# E2F1
L'E2F1 est une protéine de la famille des E2Fs et jouant le rôle de facteur de transcription. Son gène est E2F1 situé sur le chromosome 20 humain.

## Rôles
Comme les autres E2Fs, il intervient dans le cycle cellulaire et a une action de suppresseur de tumeurs.
Il a également des actions métaboliques. Il est en particulier exprimé dans les cellules bêta pancréatiques, régulant l'expression du Kir6.2 et, par ce biais, la sécrétion d'insuline. Il augmente la transcription du PPARγ favorisant ainsi l'adipogenèse. Il réprime les gènes régulant l'homéostase énergétique et les fonctions mitochondriales dans les cellules musculaires et le tissu adipeux brun. Il augmente l'activité du PD4K. Il favorise la glycolyse et inhibe la synthèse des acides gras par le foie.

## En médecine
Son expression est augmentée au niveau des hépatocytes en cas de stéatose hépatique non alcoolique, de cirrhose, avec une action probablement fibrogène et chez les obèse et les diabétique.